# Asian Women's Club Volleyball Championship 2019
Asian Women's Club Volleyball Championship 2019 var den 20:e upplagan av Asian Women's Club Volleyball Championship, den mest prestigefylla årliga volleybolltävlingen för klubblag i Asien. Turneringen arrangerades av  Asian Volleyball Confederation (AVC) i samarbete med de lokala arrangörerna, Kinas volleybollförbund. Turneringen hölls i Tianjin, Kina, från 27 april till 5 maj 2019 och tio lag deltog. Tianjin Bohaibank vann turneringen för femte gången genom att besegra Supreme VC i finalen och kvalificerade sig därigenom för Världsmästerskapet i volleyboll för klubblag 2019. Li Yingying utsågs till mest värdefulla spelare.

## Kval
I enlighet med AVC:s regelverk fick maximalt 16 lag delta. Platserna fördelades enligt 
- 1 lag från värdland
- 10 lag baserat på slutplaceringenar i föregående turnering
- 5 lag från var och en av de fem zonorganisationerna (med kval om nödvändigt)

### Kvalificerade förbund
| Kvalificerat genom                              | Datum           | Arena           | Platser | Kvalificerade                                          |
| ----------------------------------------------- | --------------- | --------------- | ------- | ------------------------------------------------------ |
| Värdland                                        | i.u.            | i.u.            | 1       | Kina                                                   |
| Asian Women's Club Volleyball Championship 2018 | 11–18 juli 2018 | Ust-Kamenogorsk | 7       | Thailand Japan Kazakstan Iran Vietnam Taiwan Sri Lanka |
| EAZVA                                           | 2 februari 2019 | Bangkok         | 2       | HongkongA NordkoreaA                                   |
| CAZVA                                           | 2 februari 2019 | Bangkok         | 1       | Turkmenistan                                           |
| Totalt                                          | Totalt          | Totalt          | 11      |                                                        |

^A  EAZVA var ursprungligen allokerat ett lag, men då Indonesien, OZVA, WAZVA and SEAZVA inte ställde upp med några lag fick Hongkong och Nordkorea extra platser.

### Deltagande lag
Följande lag deltog i turneringen: 
| Förbund      | Lag                              | Kvalificerat som                                   |
| ------------ | -------------------------------- | -------------------------------------------------- |
| Kina         | Tianjin Bohaibank                |                                                    |
| Taiwan       | Taiwan                           |                                                    |
| Hongkong     | Hongkong                         |                                                    |
| Japan        | Hisamitsu Springs                | japanska mästare 2017/2018                         |
| Kazakstan    | VK Altaj                         | kazakstanska mästare 2018/2019                     |
| Nordkorea    | 25 april                         |                                                    |
| Sri Lanka    | Sri Lanka Air Force              | Srilankiska mästare 2018                           |
| Thailand     | Generali Supreme Chonburi-E.Tech | tvåa i Thailands volleybolliga för kvinnor 2018/19 |
| Turkmenistan | Binagar                          |                                                    |
| Vietnam      | VTV Bình Điền Long An            | vietnamesiska mästare 2018                         |

## Arenor
| Tianjin, Kina                 |
| ----------------------------- |
| Wuqing Sport Center Gymnasium |
| Kapacitet:                    |
| Tianjin                       |

## Förrundan

### Grupp A
| Pos | Lag                   | M | V | F | P | SV | SF | SK    | BV  | BF  | BK    | Kvalificering |
| --- | --------------------- | - | - | - | - | -- | -- | ----- | --- | --- | ----- | ------------- |
| 1   | Tianjin Bohaibank (H) | 3 | 3 | 0 | 9 | 9  | 0  | MAX   | 225 | 142 | 1,585 | Kvartsfinaler |
| 2   | VK Altaj              | 3 | 2 | 1 | 6 | 6  | 3  | 2,000 | 212 | 170 | 1,247 | Kvartsfinaler |
| 3   | Taiwan                | 3 | 1 | 2 | 3 | 3  | 6  | 0,500 | 183 | 198 | 0,924 | Kvartsfinaler |
| 4   | Hongkong              | 3 | 0 | 3 | 0 | 0  | 9  | 0,000 | 115 | 225 | 0,511 | Kvartsfinaler |

| Datum  | Tid   |                   | Resultat |                   | Set 1 | Set 2 | Set 3 | Set 4 | Set 5 | Totalt | Rapport |
| ------ | ----- | ----------------- | -------- | ----------------- | ----- | ----- | ----- | ----- | ----- | ------ | ------- |
| 27 Apr | 14:00 | Taiwan            | 0–3      | VK Altaj          | 24–26 | 18–25 | 20–25 |       |       | 62–76  | P2      |
| 27 Apr | 19:00 | Tianjin Bohaibank | 3–0      | Hongkong          | 25–10 | 25–12 | 25–13 |       |       | 75–35  | P2      |
| 28 Apr | 14:00 | Hongkong          | 0–3      | VK Altaj          | 6–25  | 12–25 | 15–25 |       |       | 33–75  | P2      |
| 29 Apr | 19:00 | Taiwan            | 0–3      | Tianjin Bohaibank | 14–25 | 14–25 | 18–25 |       |       | 46–75  | P2      |
| 30 Apr | 19:00 | VK Altaj          | 0–3      | Tianjin Bohaibank | 21–25 | 18–25 | 22–25 |       |       | 61–75  | P2      |
| 1 maj  | 11:30 | Taiwan            | 3–0      | Hongkong          | 25–10 | 25–15 | 25–22 |       |       | 75–47  | P2      |

### Grupp B
| Pos | Lag                              | M | V | F | P  | SV | SF | SK    | BV  | BF  | BK    | Kvalificering |
| --- | -------------------------------- | - | - | - | -- | -- | -- | ----- | --- | --- | ----- | ------------- |
| 1   | Generali Supreme Chonburi-E.Tech | 5 | 4 | 1 | 13 | 14 | 4  | 3,500 | 428 | 310 | 1,381 | Kvartsfinaler |
| 2   | Hisamitsu Springs                | 5 | 4 | 1 | 12 | 13 | 3  | 4,333 | 385 | 246 | 1,565 | Kvartsfinaler |
| 3   | 25 april                         | 5 | 4 | 1 | 11 | 12 | 6  | 2,000 | 415 | 333 | 1,246 | Kvartsfinaler |
| 4   | VTV Bình Điền Long An            | 5 | 2 | 3 | 6  | 7  | 9  | 0,778 | 314 | 320 | 0,981 | Kvartsfinaler |
| 5   | Sri Lanka Air Force              | 5 | 1 | 4 | 3  | 3  | 12 | 0,250 | 230 | 350 | 0,657 |               |
| 6   | Binagar                          | 5 | 0 | 5 | 0  | 0  | 15 | 0,000 | 162 | 375 | 0,432 |               |

| Datum  | Tid   |                                  | Resultat |                                  | Set 1 | Set 2 | Set 3 | Set 4 | Set 5 | Totalt  | Rapport |
| ------ | ----- | -------------------------------- | -------- | -------------------------------- | ----- | ----- | ----- | ----- | ----- | ------- | ------- |
| 27 Apr | 9:00  | Sri Lanka Air Force              | 0–3      | Hisamitsu Springs                | 10–25 | 7–25  | 7–25  |       |       | 24–75   | P2      |
| 27 Apr | 11:30 | VTV Bình Điền Long An            | 3–0      | Binagar                          | 25–10 | 25–11 | 25–14 |       |       | 75–35   | P2      |
| 27 Apr | 16:30 | Generali Supreme Chonburi-E.Tech | 2–3      | 25 april                         | 26–24 | 25–18 | 22–25 | 21–25 | 12–15 | 106–107 | P2      |
| 28 Apr | 11:30 | Sri Lanka Air Force              | 3–0      | Binagar                          | 25–13 | 25–22 | 25–15 |       |       | 75–50   | P2      |
| 28 Apr | 16:30 | Generali Supreme Chonburi-E.Tech | 3–0      | VTV Bình Điền Long An            | 25–10 | 25–11 | 25–19 |       |       | 75–40   | P2      |
| 28 Apr | 19:00 | Hisamitsu Springs                | 3–0      | 25 april                         | 25–10 | 25–23 | 29–27 |       |       | 79–60   | P2      |
| 29 Apr | 11:30 | 25 april                         | 3–1      | VTV Bình Điền Long An            | 25–23 | 23–25 | 25–18 | 25–16 |       | 98–82   | P2      |
| 29 Apr | 14:00 | Binagar                          | 0–3      | Hisamitsu Springs                | 7–25  | 12–25 | 4–25  |       |       | 23–75   | P2      |
| 29 Apr | 16:30 | Generali Supreme Chonburi-E.Tech | 3–0      | Sri Lanka Air Force              | 25–20 | 25–15 | 25–17 |       |       | 75–52   | P2      |
| 30 Apr | 11:30 | 25 april                         | 3–0      | Sri Lanka Air Force              | 25–8  | 25–16 | 25–18 |       |       | 75–42   | P2      |
| 30 Apr | 14:00 | VTV Bình Điền Long An            | 0–3      | Hisamitsu Springs                | 14–25 | 12–25 | 16–25 |       |       | 42–75   | P2      |
| 30 Apr | 16:30 | Binagar                          | 0–3      | Generali Supreme Chonburi-E.Tech | 13–25 | 14–25 | 3–25  |       |       | 30–75   | P2      |
| 1 maj  | 14:00 | 25 april                         | 3–0      | Binagar                          | 25–8  | 25–8  | 25–8  |       |       | 75–24   | P2      |
| 1 maj  | 16:30 | Hisamitsu Springs                | 1–3      | Generali Supreme Chonburi-E.Tech | 16–25 | 25–22 | 22–25 | 18–25 |       | 81–97   | P2      |
| 1 maj  | 19:00 | Sri Lanka Air Force              | 0–3      | VTV Bình Điền Long An            | 14–25 | 9–25  | 14–25 |       |       | 37–75   | P2      |

## Huvudrundan
- Alla tider är kinesisk standardtid (UTC+08:00).

### Spel om plats 9-10

#### Match om 9:e plats
| Datum | Tid  |                     | Resultat |         | Set 1 | Set 2 | Set 3 | Set 4 | Set 5 | Totalt | Rapport |
| ----- | ---- | ------------------- | -------- | ------- | ----- | ----- | ----- | ----- | ----- | ------ | ------- |
| 4 maj | 9:00 | Sri Lanka Air Force | 3–0      | Binagar | 25–13 | 25–22 | 26–24 |       |       | 76–59  | P2      |

### Slutspel
|  | Kvartsfinaler           | Kvartsfinaler           |                   |          | Semifinaler         | Semifinaler         |  |  | Final | Final |
|  |                         |                         |                   |          |                     |                     |  |  |       |       |
|  | 3 maj                   |                         |                   |          |                     |                     |  |  |       |       |
|  |                         |                         |                   |          |                     |                     |  |  |       |       |
|  | Tianjin Bohaibank       | 3                       |                   |          |                     |                     |  |  |       |       |
|  | Tianjin Bohaibank       | 3                       | 4 maj             |          |                     |                     |  |  |       |       |
|  | VTV Bình Điền Long An   | 0                       |                   |          |                     |                     |  |  |       |       |
|  | VTV Bình Điền Long An   | 0                       | Tianjin Bohaibank | 3        |                     |                     |  |  |       |       |
|  | 3 maj                   |                         | Tianjin Bohaibank | 3        |                     |                     |  |  |       |       |
|  |                         | Hisamitsu Springs       | 0                 |          |                     |                     |  |  |       |       |
|  | Hisamitsu Springs       | Hisamitsu Springs       | 0                 | 3        |                     |                     |  |  |       |       |
|  | Hisamitsu Springs       |                         | 5 maj             | 3        |                     |                     |  |  |       |       |
|  | Taiwan                  | 0                       |                   |          |                     |                     |  |  |       |       |
|  | Taiwan                  | 0                       | Tianjin Bohaibank | 3        |                     |                     |  |  |       |       |
|  | 3 maj                   |                         | Tianjin Bohaibank | 3        |                     |                     |  |  |       |       |
|  |                         | Supreme Chonburi-E.Tech | 1                 |          |                     |                     |  |  |       |       |
|  | VK Altaj                | Supreme Chonburi-E.Tech | 1                 | 3        |                     |                     |  |  |       |       |
|  | VK Altaj                | 4 maj                   |                   | 3        |                     |                     |  |  |       |       |
|  | 25 april                | 2                       |                   |          |                     |                     |  |  |       |       |
|  | 25 april                | 2                       | VK Altaj          | 0        | Match om tredjepris | Match om tredjepris |  |  |       |       |
|  | 3 maj                   |                         | VK Altaj          | 0        | Match om tredjepris | Match om tredjepris |  |  |       |       |
|  |                         | Supreme Chonburi-E.Tech | 3                 |          |                     |                     |  |  |       |       |
|  | Supreme Chonburi-E.Tech | Supreme Chonburi-E.Tech | 3                 | 3        | Hisamitsu Springs   | 3                   |  |  |       |       |
|  | Supreme Chonburi-E.Tech |                         |                   | 3        | Hisamitsu Springs   | 3                   |  |  |       |       |
|  | Hongkong                | 0                       |                   | VK Altaj | 1                   |                     |  |  |       |       |
|  | Hongkong                | 0                       |                   |          | 1                   |                     |  |  |       |       |
|  |                         |                         |                   |          |                     |                     |  |  | 5 maj |       |
|  |                         |                         |                   |          |                     |                     |  |  |       |       |

|  | Matcher om plats 5-8  | Matcher om plats 5-8 |   |                       | Match om 5:e plats | Match om 5:e plats |  |
|  |                       |                      |   |                       |                    |                    |  |
|  | 4 maj                 |                      |   |                       |                    |                    |  |
|  | VTV Bình Điền Long An | 0                    |   |                       |                    |                    |  |
|  | Taiwan                | 3                    |   |                       |                    |                    |  |
|  |                       |                      |   |                       |                    |                    |  |
|  |                       |                      |   |                       | 5 maj              |                    |  |
|  |                       |                      |   |                       | Taiwan             | 1                  |  |
|  |                       | 25 april             | 3 |                       |                    |                    |  |
|  |                       |                      |   |                       |                    |                    |  |
|  |                       |                      |   |                       |                    |                    |  |
|  |                       |                      |   |                       | Match om 7:e plats |                    |  |
|  | 4 maj                 | 4 maj                |   | 5 maj                 | 5 maj              |                    |  |
|  | 25 april              | 3                    |   | VTV Bình Điền Long An | 3                  |                    |  |
|  | Hongkong              | 0                    |   |                       | Hongkong           | 0                  |  |

#### Kvartsfinaler
| Datum | Tid   |                                  | Resultat |                       | Set 1 | Set 2 | Set 3 | Set 4 | Set 5 | Totalt  | Rapport |
| ----- | ----- | -------------------------------- | -------- | --------------------- | ----- | ----- | ----- | ----- | ----- | ------- | ------- |
| 3 maj | 11:30 | Hisamitsu Springs                | 3–0      | Taiwan                | 25–14 | 25–13 | 25–23 |       |       | 75–50   | P2      |
| 3 maj | 14:00 | VK Altaj                         | 3–2      | 25 april              | 25–22 | 15–25 | 19–25 | 27–25 | 15–12 | 101–109 | P2      |
| 3 maj | 16:30 | Generali Supreme Chonburi-E.Tech | 3–0      | Hongkong              | 25–12 | 25–12 | 25–10 |       |       | 75–34   | P2      |
| 3 maj | 19:00 | Tianjin Bohaibank                | 3–0      | VTV Bình Điền Long An | 25–21 | 25–17 | 25–15 |       |       | 75–53   | P2      |

#### Spel om plats 5-8
| Datum | Tid   |                       | Resultat |          | Set 1 | Set 2 | Set 3 | Set 4 | Set 5 | Totalt | Rapport |
| ----- | ----- | --------------------- | -------- | -------- | ----- | ----- | ----- | ----- | ----- | ------ | ------- |
| 4 maj | 11:30 | 25 april              | 3–0      | Hongkong | 25–17 | 25–12 | 25–12 |       |       | 75–41  | P2      |
| 4 maj | 14:00 | VTV Bình Điền Long An | 0–3      | Taiwan   | 20–25 | 22–25 | 17–25 |       |       | 59–75  | P2      |

#### Semifinaler
| Datum | Tid   |                   | Resultat |                                  | Set 1 | Set 2 | Set 3 | Set 4 | Set 5 | Totalt | Rapport |
| ----- | ----- | ----------------- | -------- | -------------------------------- | ----- | ----- | ----- | ----- | ----- | ------ | ------- |
| 4 maj | 16:30 | VK Altaj          | 0–3      | Generali Supreme Chonburi-E.Tech | 23–25 | 18–25 | 15–25 |       |       | 56–75  | P2      |
| 4 maj | 19:00 | Tianjin Bohaibank | 3–0      | Hisamitsu Springs                | 25–19 | 25–22 | 25–16 |       |       | 75–57  | P2      |

#### Match om 7:e plats
| Datum | Tid   |                       | Resultat |          | Set 1 | Set 2 | Set 3 | Set 4 | Set 5 | Totalt | Rapport |
| ----- | ----- | --------------------- | -------- | -------- | ----- | ----- | ----- | ----- | ----- | ------ | ------- |
| 5 maj | 11:30 | VTV Bình Điền Long An | 3–0      | Hongkong | 25–8  | 25–20 | 25–21 |       |       | 75–49  | P2      |

#### Match om 5:e plats
| Datum | Tid   |        | Resultat |          | Set 1 | Set 2 | Set 3 | Set 4 | Set 5 | Totalt | Rapport |
| ----- | ----- | ------ | -------- | -------- | ----- | ----- | ----- | ----- | ----- | ------ | ------- |
| 5 maj | 14:00 | Taiwan | 1–3      | 25 april | 25–27 | 23–25 | 25–20 | 22–25 |       | 95–97  | P2      |

#### Match om tredjepris
| Datum | Tid   |                   | Resultat |          | Set 1 | Set 2 | Set 3 | Set 4 | Set 5 | Totalt | Rapport |
| ----- | ----- | ----------------- | -------- | -------- | ----- | ----- | ----- | ----- | ----- | ------ | ------- |
| 5 maj | 16:30 | Hisamitsu Springs | 3–1      | VK Altaj | 28–30 | 25–21 | 25–19 | 25–13 |       | 103–83 | P2      |

#### Final
| Datum | Tid   |                   | Resultat |                                  | Set 1 | Set 2 | Set 3 | Set 4 | Set 5 | Totalt | Rapport |
| ----- | ----- | ----------------- | -------- | -------------------------------- | ----- | ----- | ----- | ----- | ----- | ------ | ------- |
| 5 maj | 19:00 | Tianjin Bohaibank | 3–1      | Generali Supreme Chonburi-E.Tech | 25–18 | 35–33 | 16–25 | 25–19 |       | 101–95 | P2      |

## Slutplaceringar
| Rank | Lag                              |
| ---- | -------------------------------- |
| 1    | Tianjin Bohaibank                |
| 2    | Generali Supreme Chonburi-E.Tech |
| 3    | Hisamitsu Springs                |
| 4    | VK Altaj                         |
| 5    | 25 april                         |
| 6    | Taiwan                           |
| 7    | VTV Bình Điền Long An            |
| 8    | Hongkong                         |
| 9    | Sri Lanka Air Force              |
| 10   | Binagar                          |

|  | Kvalificerat för Världsmästerskapet i volleyboll för klubblag 2019 |

| Asian Women's Club Champions 2019 |
| --------------------------------- |
| Tianjin Bohaibank 5:e titeln      |

| Lagmedlemmar |
| Li Yingying, Liu Xiaotong, Yuan Yumo, Wang Ning, Yang Yi, Aleksandra Crncevic, Liu Liwen, Gong Xiangyu, Meng Zixuan, Wang Yuanyuan, Yao Di (c), Li Yanan, Wang Yizhu |
| Tränare |
| Chen Youquan |